# Tethyastra
Tethyastra is een geslacht van sponzen uit de klasse van de gewone sponzen (Demospongiae). 

## Soort
- Tethyastra oxyaster (Burton, 1934)